# The Gift (serie televisiva 2019)
The Gift (Atiye) è una serie thriller turca prodotta da Netflix con Beren Saat, distribuita su Netflix dal 27 dicembre 2019 al 17 giugno 2021. La serie è un adattamento del romanzo Dünyanın Uyanışı di Şengul Boybaş.

## Episodi
| Stagione         | Episodi | Prima TV |
| ---------------- | ------- | -------- |
| Prima stagione   | 8       | 2019     |
| Seconda stagione | 8       | 2020     |
| Terza stagione   | 8       | 2021     |

## Personaggi e interpreti
- Atiye (stagione 1-3), interpretata da Beren Saat
- Erhan (stagione 1-3), interpretato da Mehmet Günsür
- Ozan (stagione 1-3), interpretata da Metin Akdülger
- Cansu/Elif (stagione 1-3), interpretato da Melisa Şenolsun
- Serap (stagione 1-3), interpretata da Başak Köklükaya
- Mustafa (stagione 1-3), interpretato da Civan Canova
- Serdar (stagione 1-3), interpretata da Tim Seyfi
- Zühre (stagione 1-3), interpretato da Meral Çetinkaya
- Öner (stagione 1-3), interpretata da Cezmi Baskın
- Nazım (stagione 1-3), interpretato da Fatih Al
- Hannah (stagione 1-3), interpretata da Hazal Türesan
- Seher (stagione 1-3), interpretato da Sibel Melek
- Anima (stagione 1-3), interpretato da Melisa Akman